# 川甘风毛菊
川甘风毛菊（学名：Saussurea acroura）为菊科风毛菊属的植物，是中国的特有植物。分布于中国大陆的甘肃、四川等地，生长于海拔2,300米的地区，多生在河岸边，目前尚未由人工引种栽培。